# Leif Erikson (bateau)
Pour les articles homonymes, voir Ericson et Erickson.
Le Leif Erikson est le nom donné à une réplique de bateau viking construit pour commémorer le voyage de Leif Erikson (970-1025) qui a été crédité d'avoir atteint l'Amérique du Nord il y a plus de mille ans.

## Histoire
Le Leif Erikson  a été construit à Korgen  dans le Comté de Nordland en 1926, à la demande de Gerhard Folgerø (1886 à 1948) qui voulait effectuer une traversée de l'océan Atlantique. Le navire est construit en pin rouge de Norvège et construit d'après la forme modifiée d'un knarr. Le navire fait plus de 12 m de long, près de 3,85 m de large, avec un tirant d'eau de 1,2 m. La tête et la queue du dragon  ont été conçus par l'architecte Gerhard Johan Lilletvedt de Bergen. 

Le navire a été invité à Duluth (Minnesota) par des immigrants américano-norvégiens. Il a appareillé en 1926, passé par le Labrador, puis à Boston et New York. Il a navigué à travers les Grands Lacs jusqu'à la rive ouest du lac Supérieur. Quand le capitaine  Gerhard Folgerø  et son équipage (John Johnson, Osvald Gabrielson et Kistian Anderson)  sont arrivés à Duluth le 23 juin 1927, ils avaient parcouru une distance de 10.800 km, la plus grande distance pour un navire de sa taille dans l'histoire moderne.  

Les hommes d'affaires norvégo-américains de Duluth, Bert Enger (1864-1931) et Emil H. Olson (1881-1926), ont acheté le navire peu après le voyage et en ont fait don à la ville de Duluth. Le drakkar a été installé au Lake Park de Duluth, qui a été nommé en 1929 Leif Erikson Park.
Le Leif Erikson s'est progressivement détériorée après des années de négligence et de vandalisme. En 1980, il était en si mauvais état qu'il a été même considéré que le navire devait être brûlé à la manière viking traditionnelle pour son dernier voyage. Cette suggestion a inspiré Will Borg, le petit-fils d'Emil Olson, pour lancer une collecte de fonds pour sa restauration. Grâce aux dons, les bénéfices de festivals et d'autres activités, le groupe a réuni la somme de 100.000 $. Sa restauration a pu commencé en 1991. Le Leif Erikson est de nouveau visible au Parc Leif Erikson.